# Tunezja na Mistrzostwach Świata w Lekkoatletyce 2017
Tunezja na Mistrzostwach Świata w Lekkoatletyce 2017 – reprezentacja Tunezji podczas mistrzostw świata w Londynie liczyła 3 zawodników, którzy nie zdobyli żadnego medalu.

## Skład reprezentacji
Mężczyźni
| Zawodnik          | Konkurencja                   | Eliminacje | Eliminacje | Półfinał | Półfinał | Finał    | Finał   |
| Zawodnik          | Konkurencja                   | Rezultat   | Pozycja    | Rezultat | Pozycja  | Rezultat | Pozycja |
| ----------------- | ----------------------------- | ---------- | ---------- | -------- | -------- | -------- | ------- |
| Abdessalem Ayouni | bieg na 800 metrów            | 1:46,19    | 15. q      | 1:47,39  | 22.      | NQ       | NQ      |
| Raouf Boubaker    | bieg na 3000 m z przeszkodami | 8:46,25    | 39.        | —        | —        | NQ       | NQ      |

Kobiety
| Zawodniczka    | Konkurencja   | Finał    | Finał   |
| Zawodniczka    | Konkurencja   | Rezultat | Pozycja |
| -------------- | ------------- | -------- | ------- |
| Chahinez Nasri | chód na 20 km | 1:35:45  | 39.     |